# Waddenské moře
Waddenské moře, též Wattové moře (nizozemsky Waddenzee, německy Wattenmeer, dánsky Vadehavet, frísky Waadsee), je pobřežní část Severního moře mezi Frískými (též Wadskými) ostrovy a pevninou Nizozemska, Německa a Dánska. Jedná se o tzv. wattové moře, které je 500 km dlouhé a průměrně 20 km široké a které má nesmírnou ekologickou hodnotou. Většina jeho rozlohy je prohlášena ramsarským mokřadem, německá a nizozemská část je od července roku 2009 světovým přírodním dědictvím UNESCO (dánská od roku 2014). Oblast se také využívá pro rybářství, turistiku a v nizozemské části pro těžbu zemního plynu.
Pro Waddenské moře jsou typické mělčiny a písčiny, které vznikají při odlivu a jsou rozděleny hlubokými a mělkými brázdami. Podél pobřeží je většinou písčina, která je při každém přílivu zaplavována slanou mořskou vodou. Do Waddenzee ústí v německé části řeky Emže, Vezera a Labe a v Nizozemsku IJssel a všechny vodní toky ústící do jezera IJsselmeer, které bylo od Waddenského moře odděleno hrází Afsluitdijk při realizaci projektu Zuiderzeewerken.
Oblast o rozloze asi 10 000 km² je ukázkou přirozeného slaného mokřadu s bohatstvím flóry i fauny. Typické je především ohromné množství ptáků, čítající až 6 milionů jedinců zejména z řádu brodivých a vrubozobých. Odpočívají tu během migrací mezi severem a jihem a někteří z nich zde i přezimují. K zastávce je láká velké množství potravy – měkkýši i jiní bezobratlí, žijící v písčitém bahně na mělčinách. V mělkých vodách je také možné pozorovat velká hejna ryb a na písčinách lze dokonce zahlédnout tuleně obecné a kuželozubé.

## Galerie

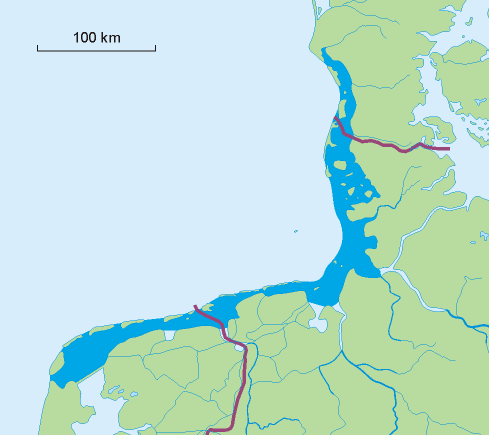
Waddenzee
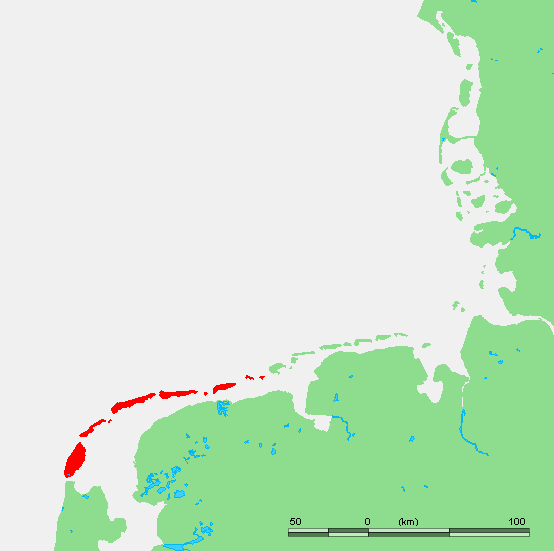
Západofríské ostrovy
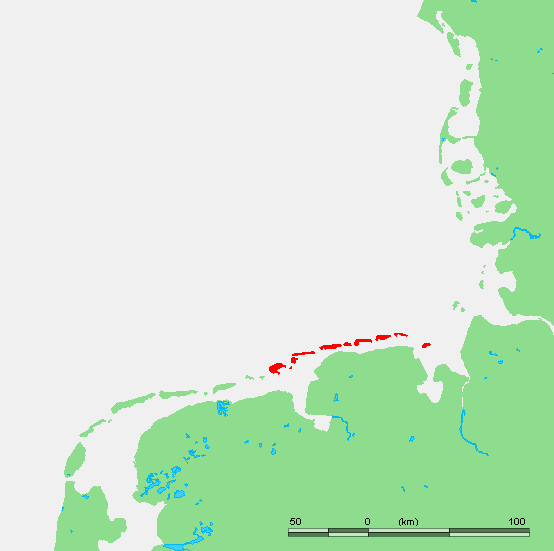
Východofríské ostrovy
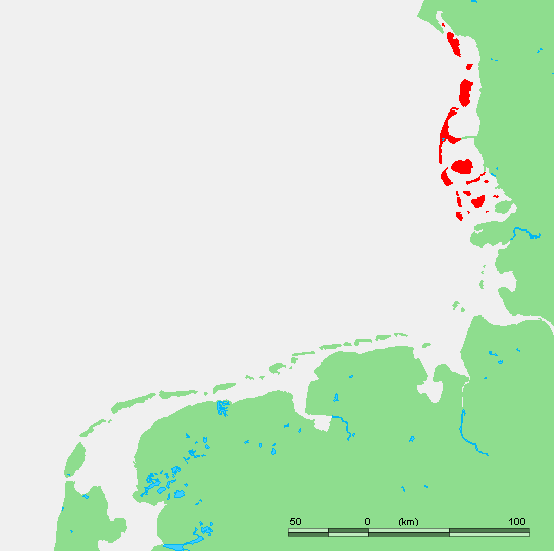
Severofríské ostrovy
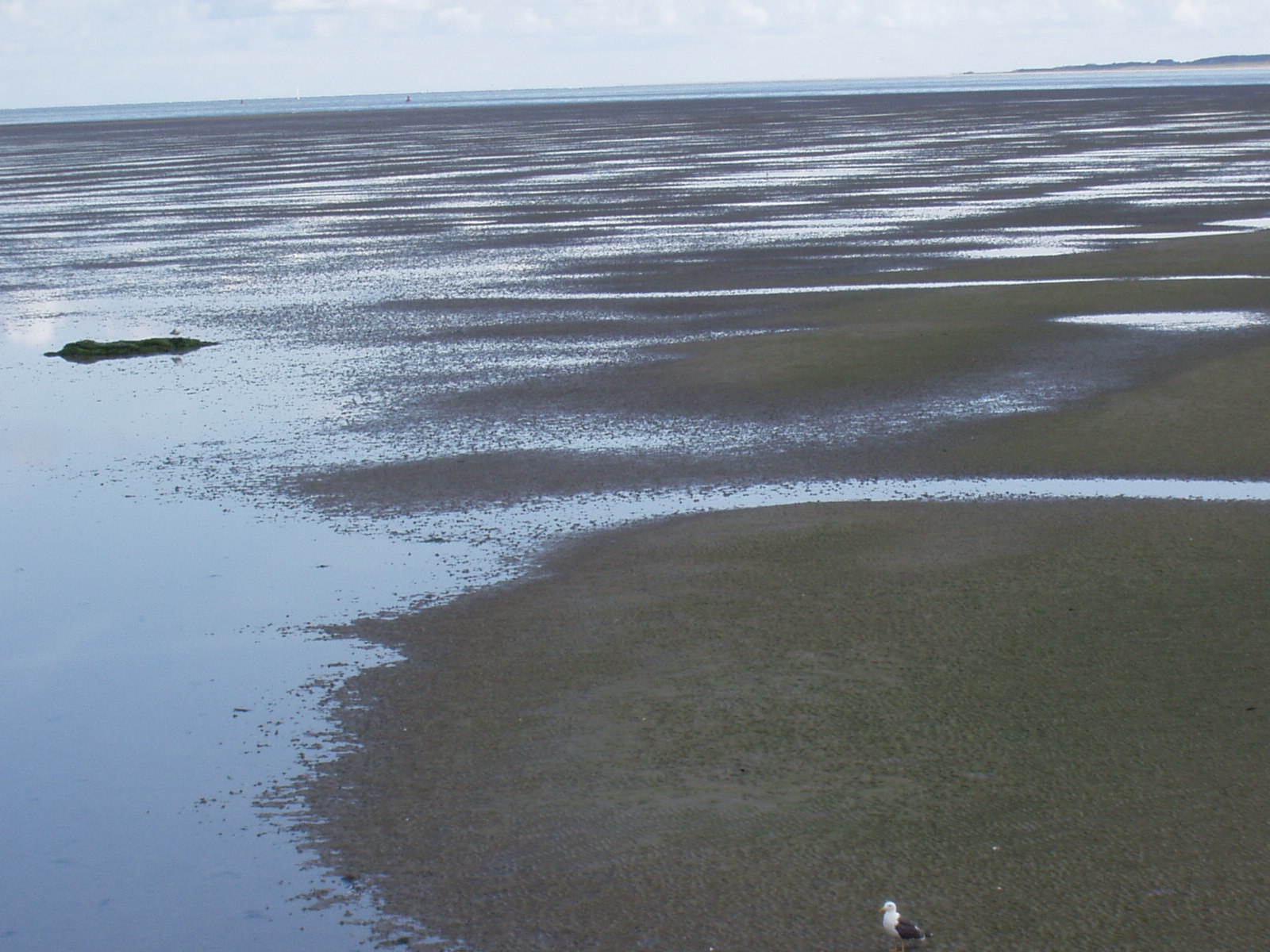
Krajina Engelsmanplaat u nizozemského města Dokkum
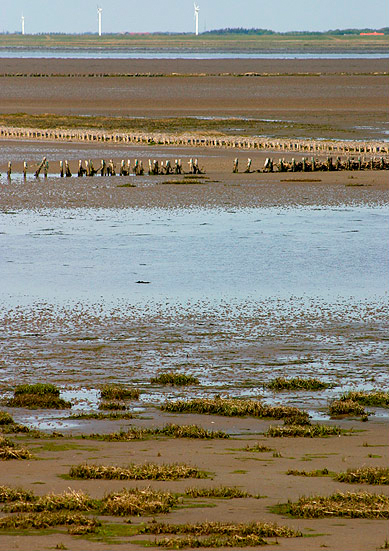
Krajina u dánského ostrova Rømø